# Ratbod
Ratbod (v virih Ratpot, Ratbodus, Radpot), frankovski plemič.
Okrog leta 832 je postal predstojnik v Vzhodni prefekturi, ki je tedaj zajemala območje Karantanije, nekdanje Karniole, Zgornje Panonije in Spodnje Panonije. Kasneje je postal upornik proti osrednji frankovski oblasti. 

## Razmerje do Pribine
Ratbod je leta 833 sprejel nitranskega kneza Pribino, ki je pred velikomoravskim knezom Mojmirjem zbežal k Frankom. Kralj Ludvik Pobožni je Pribino naredil za frankovskega vazala, podrejenega Ratbodu. Morda je ravno to razmerje podrejenosti razlog za poslabšanje odnosov med Pribino in Ratbodom, zaradi česar je Pribina s sinom Kocljem zbežal k Bolgarom v Srem, od tam pa k bolgarskemu vazalu Ratimirju, ki je vladal na področju nekdanje kneževine Ljudevita Posavskega v spodnjepanonski regiji. Nastanitev prebežnikov pri Ratimirju so Franki verjetno izrabili kot povod za vojno, s katero so leta 838 Ratimirja vrgli iz oblasti. Toda okrog leta 840 sta Ratbod in  Pribina po posredovanju karniolskega grofa Salacha pomirila.

## Ratbodov neuspeli upor
Velika oblast je vzhodnega prefekta Ratboda privedla do upora okrog leta 855 Ratbod se je pri poskusu osamosvojitve povezal z velikomoravskim vladarjem Rastislavom, posledično pa ga je vladar Ludvik Nemški odstavil in mu zaplenil premoženje.